# Басуто (плато)
Басуто (на английски: Basuto) е плато в Лесото и Република Южна Африка, разположено на запад от Драконовите планини.
Преобладаващите височини са от 2300 до 3000 m, най-високата точка е връх Пелацуеу (3276 m). Изградено е от пясъчници и шисти, препокрити отгоре от базалти. Каньонообразните долини на Оранжевата река и нейните десни притоци Семена, Синцгуняне, Корнетспрейт, Каледон и др. го разчленяват на отделни масиви – Малути (3276 m, на север), Таба Пуцуа (3096 m, на юг) и др. На изток и югоизток платото постепенно се повишава към Драконовите планини, а на запад и северозапад се понижава към по-ниско разположеното плато Висок Велд. Централните и източните части на платото са покрити предимно с ксерофитни храсти и планински ливади, а западните му райони са заети от суха степ. В западната му част, на левия бряг на река Каледон е разположен град Масеру, столицата на Лесото.